# St. Martin (Aalst)

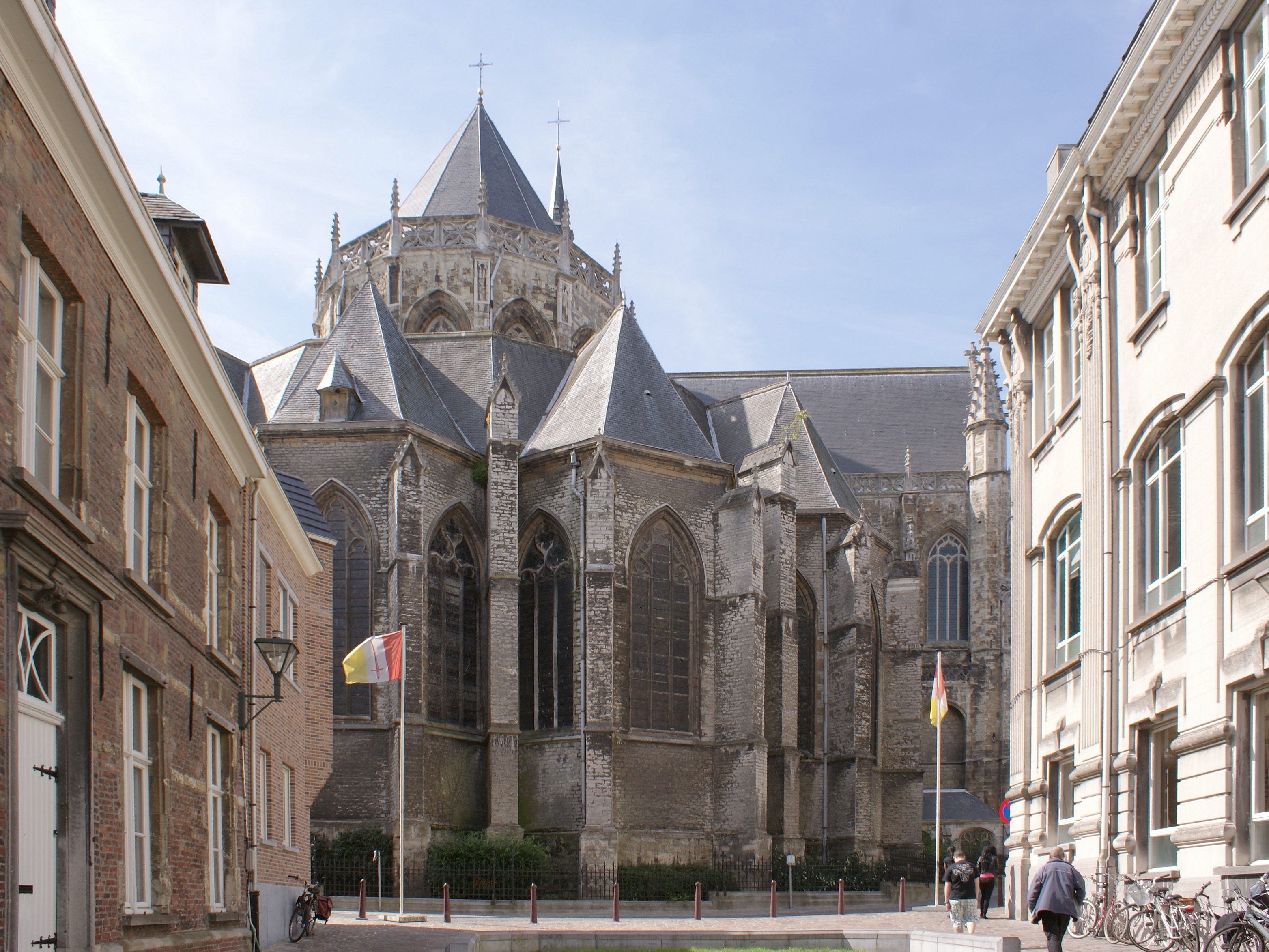
St. Martin (Aalst)

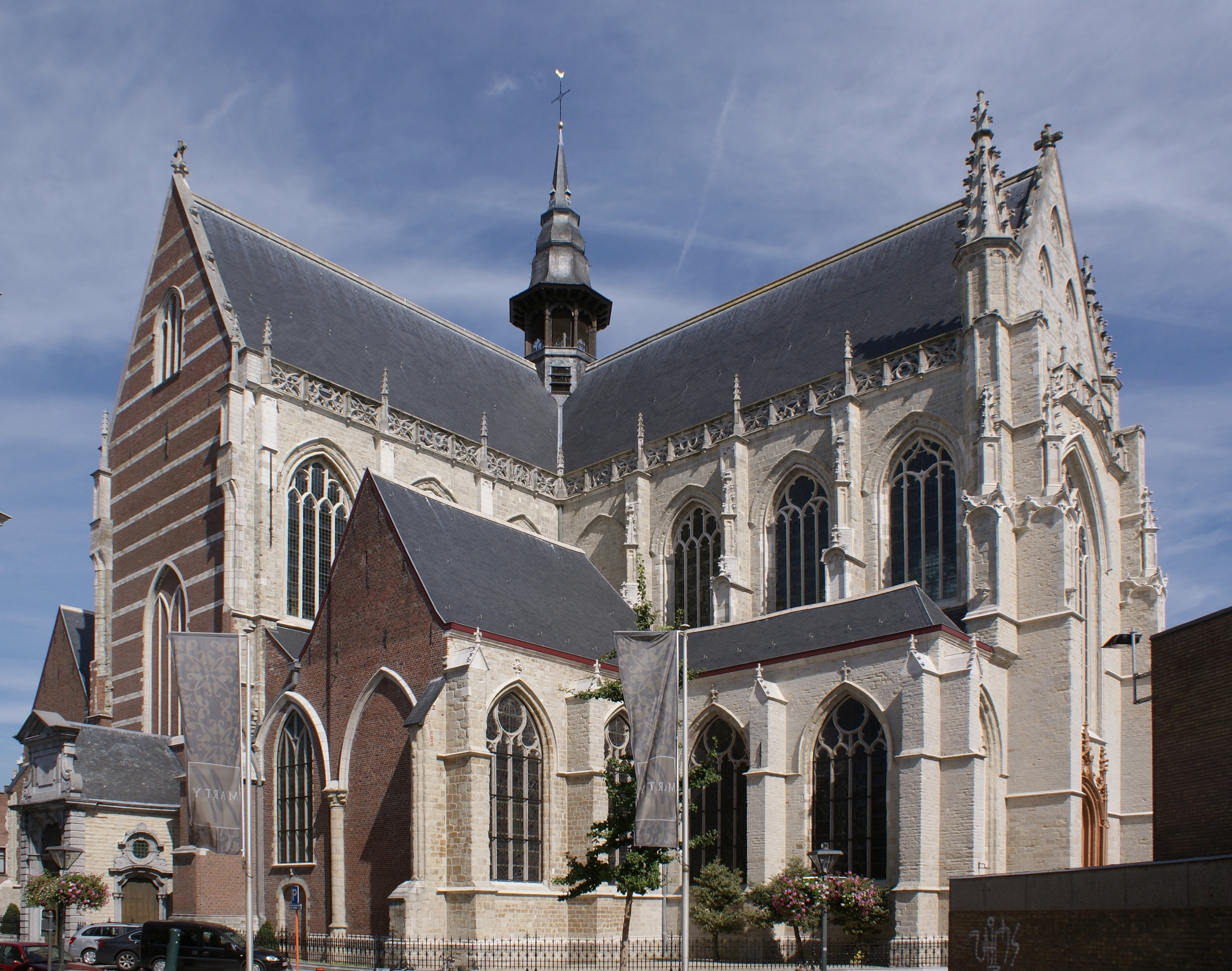
Südwestansicht mit provisorischer Abschlussmauer des Langhauses

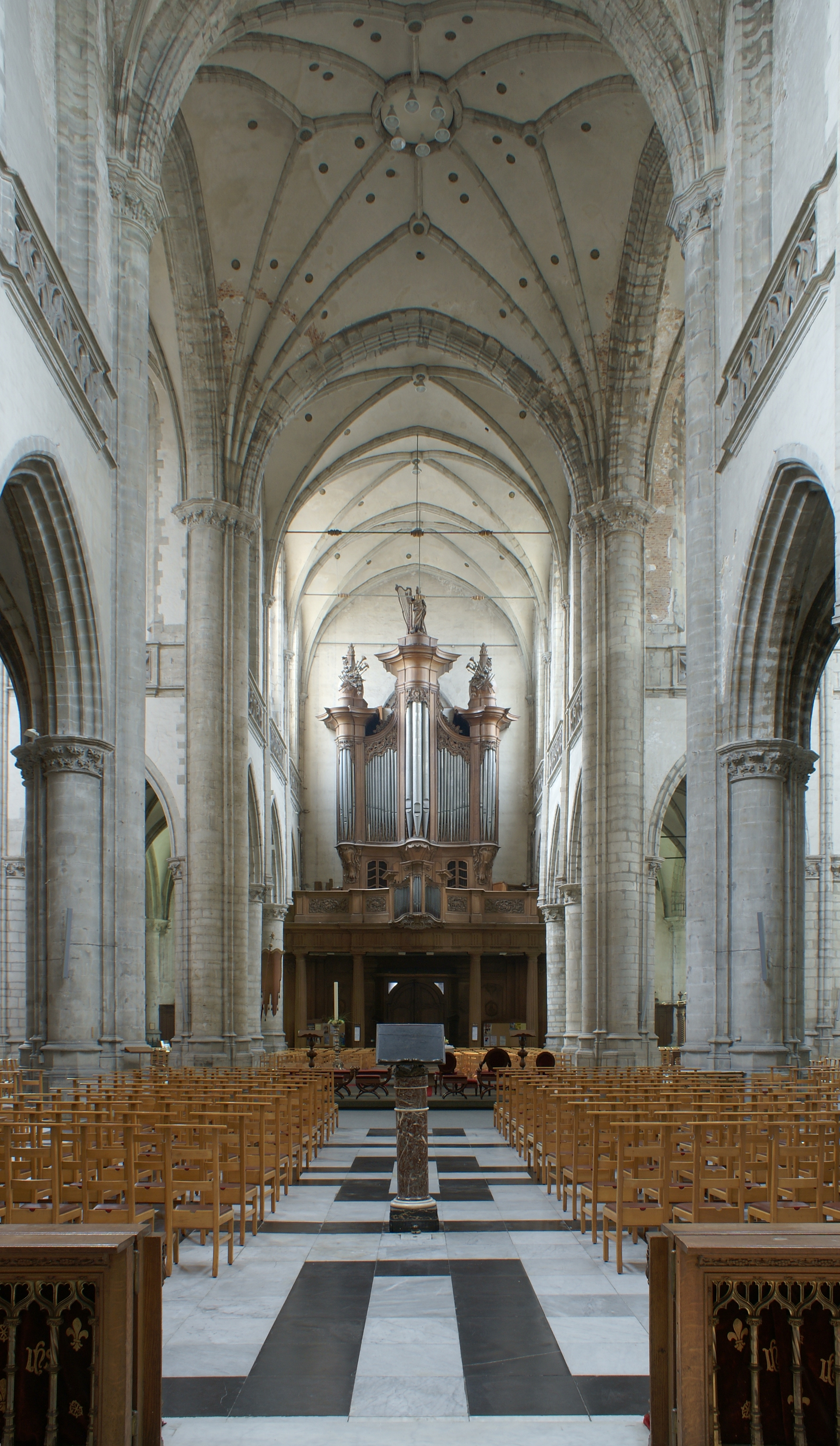
Innenansicht nach Westen mit Orgel

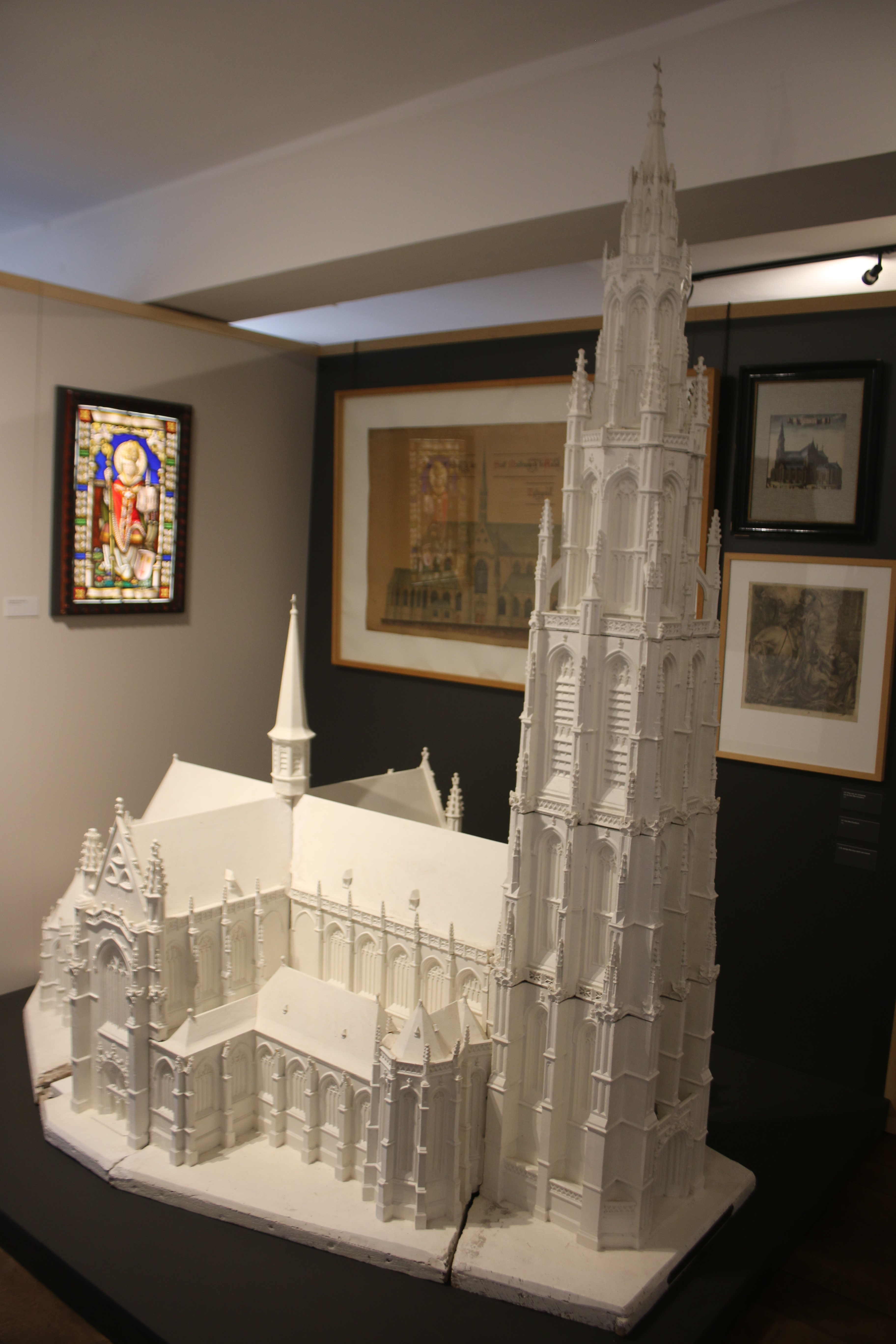
Modell des geplanten Endzustands der Kirche im Stadtmuseum

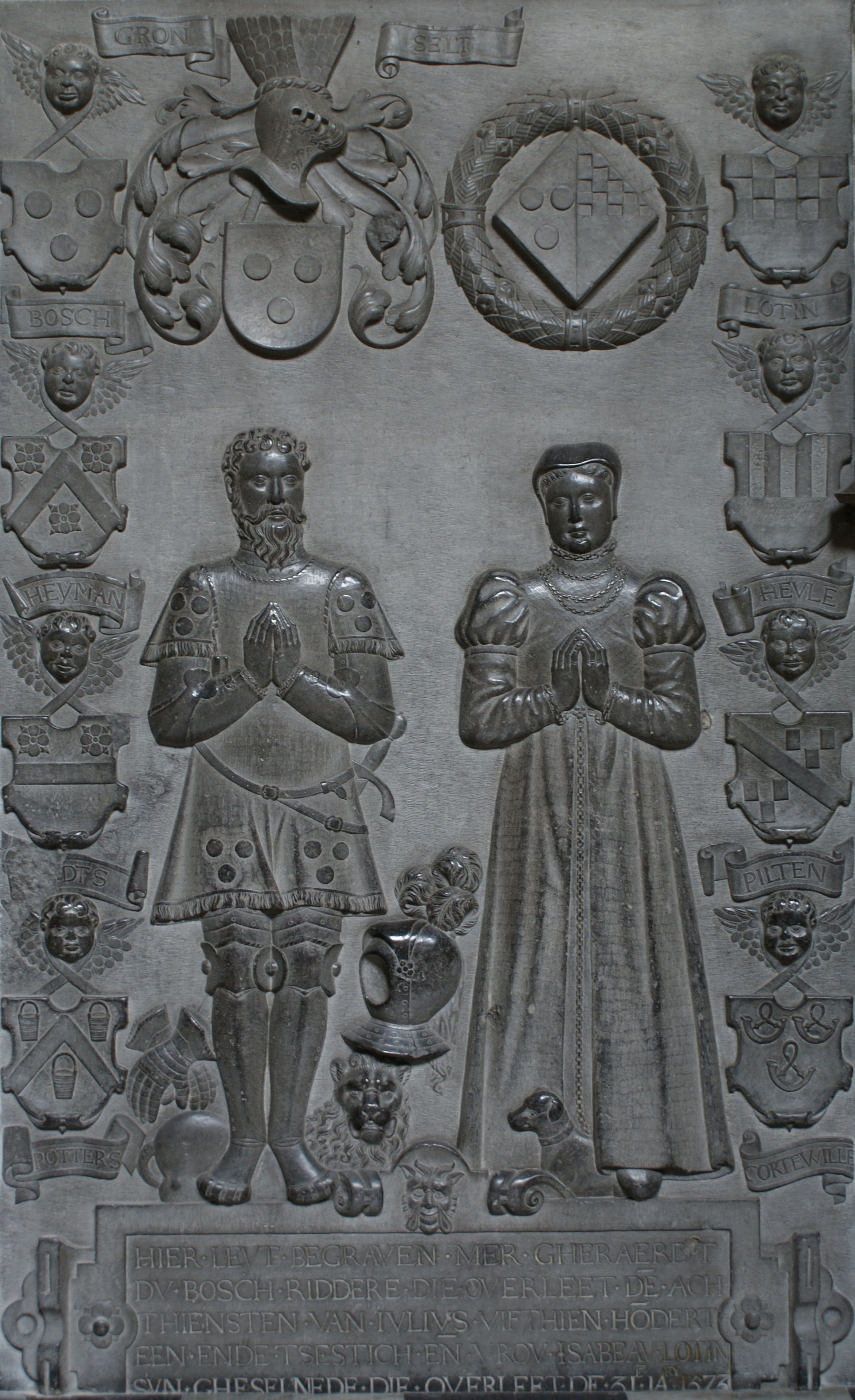
Grabdenkmal des Ritters Du Bosch und Isabeau Lotin

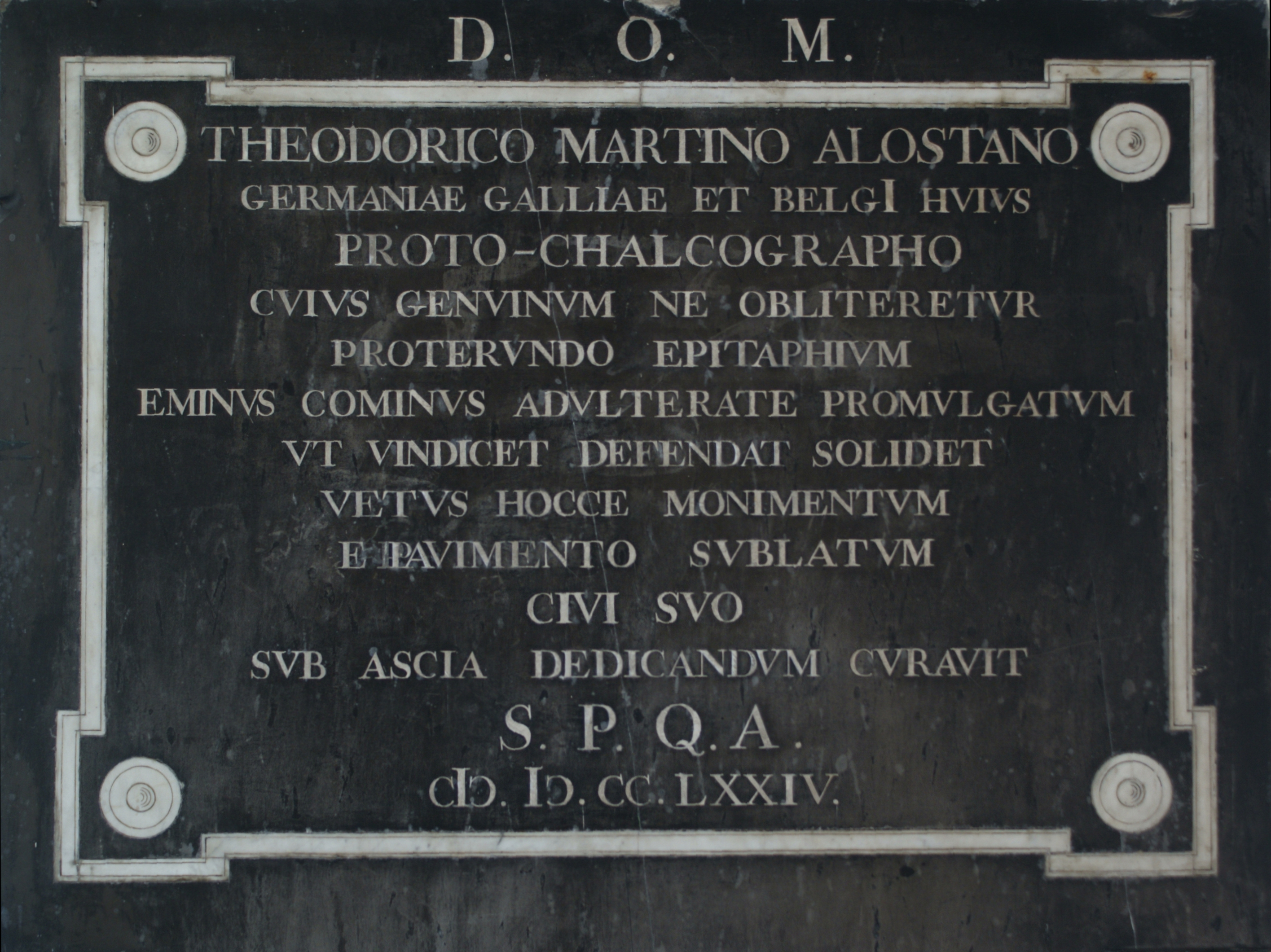
Gedenkstein zur Erinnerung an Dierick Martens (Anno 1774)

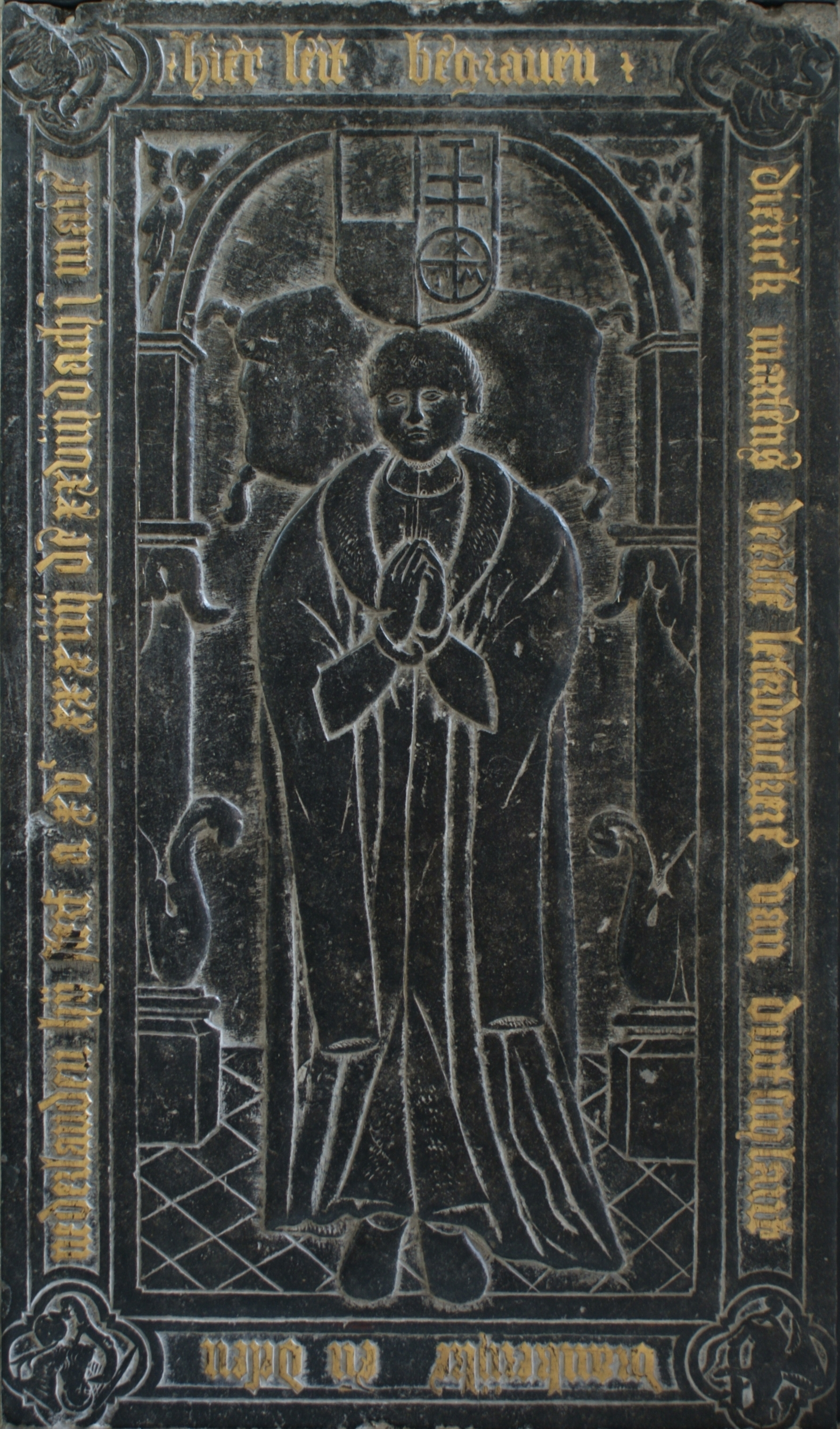
Grabdenkmal von Dierick Martens (Anno 1534)

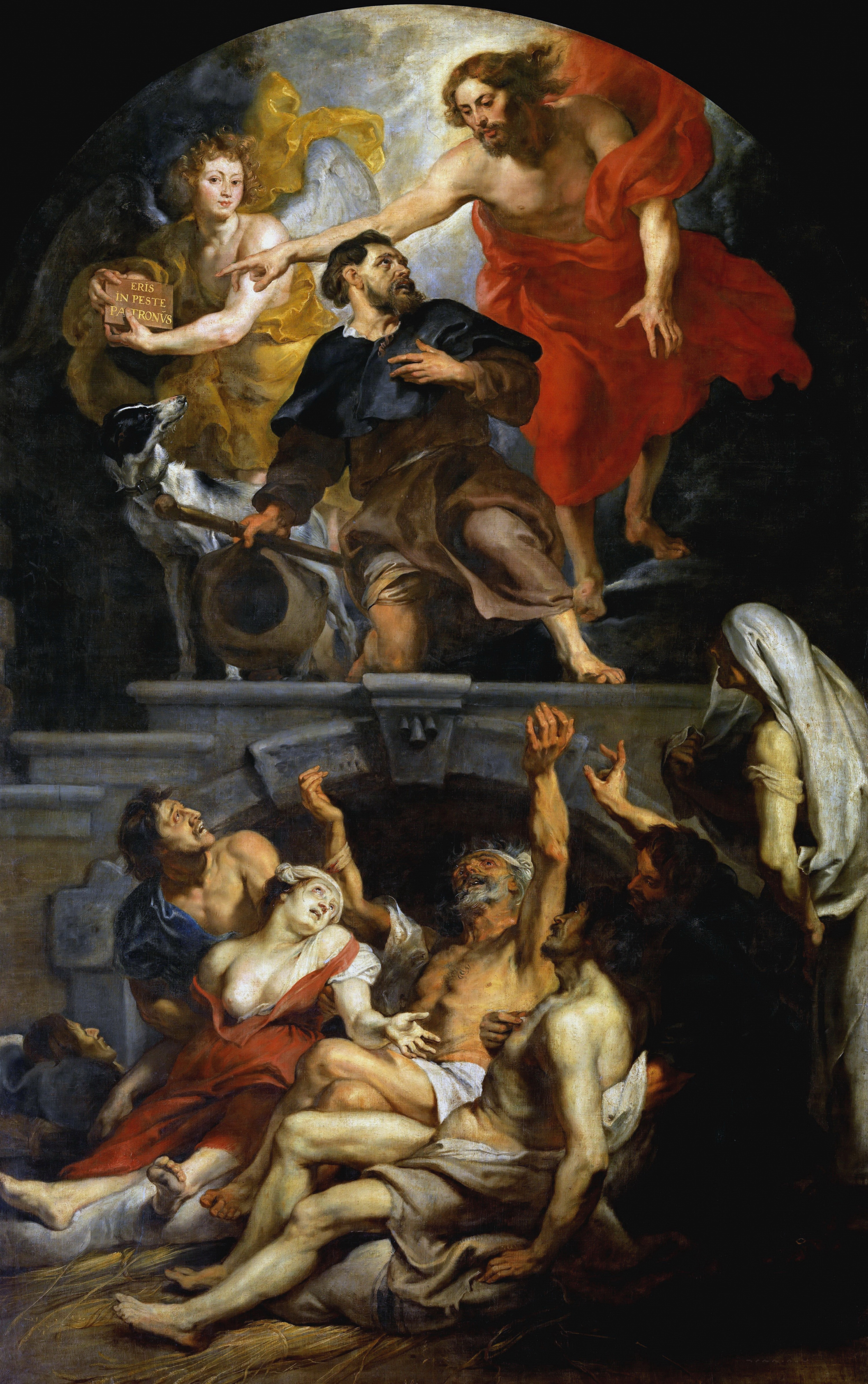
Der heilige Rochus, von Christus zum Schutzpatron der Pestopfer ernannt (Rubens, 1623–26)

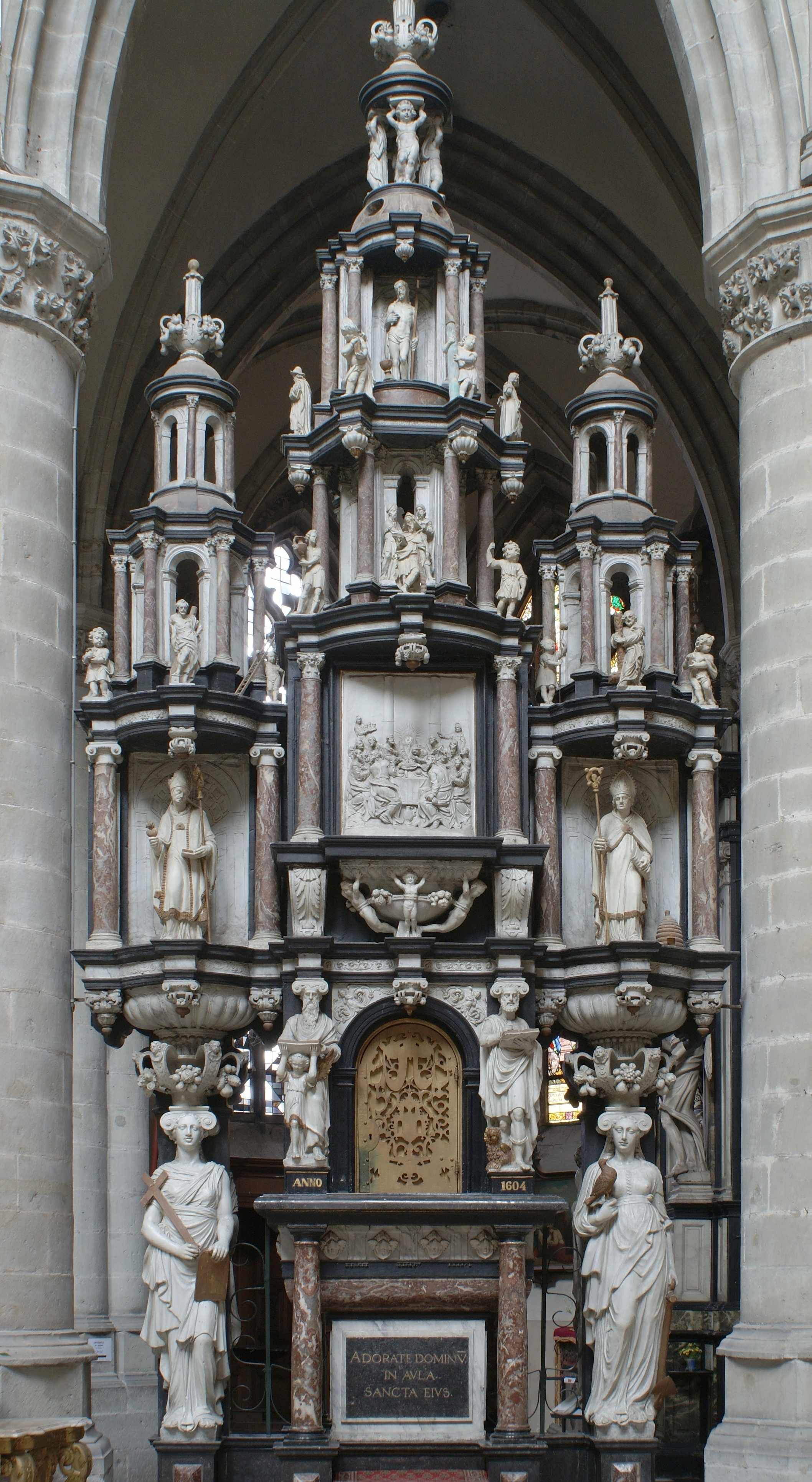
Sakramentshaus

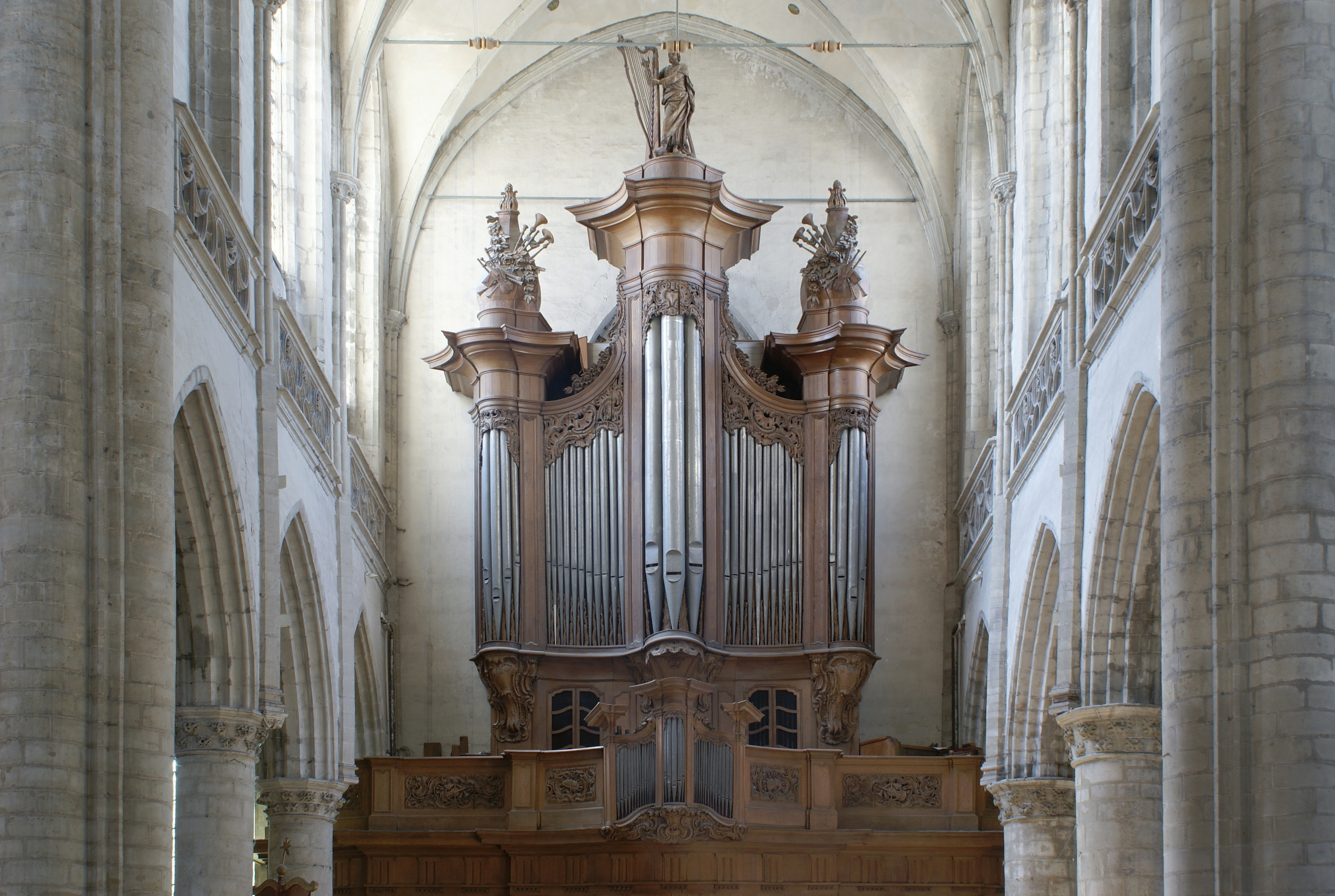
Empore und Van Peteghem-Orgel (Anno 1758)

Die Kirche St. Martin (niederländisch Sint-Martinuskerk) ist eine römisch-katholische Kirche in der belgischen Stadt Aalst (Provinz Ostflandern). Bis zum Bau der St.-Josephs-Kirche im Jahr 1868 war sie die einzige Pfarrkirche in Aalst. Sie enthält viele Kunstwerke, darunter einen Kreuzweg von Jozef Meganck und ein Gemälde des Heiligen Martin, des Schutzpatrons von Aalst, der seinen Mantel einem Bettler gab. Hier befindet sich auch ein Barockgemälde des weltberühmten Malers Rubens mit dem Titel: St. Rochus und die Pestkranken.

## Geschichte

### Vorgängerbauwerk
Die genaue Gründungszeit der ersten Pfarrkirche von Aalst ist unbekannt. Die ältesten Schriften erwähnen eine Kirche in Aalst im Jahr 1183. Dies war jedoch nicht die heutige Martinskirche. Sie ist der Nachfolger einer früheren Martinskirche im romanischen oder gotischen Stil, die zu klein und bescheiden geworden war.
Die heutige Martinskirche wurde 1480 oder 1481 bei Baubeginn für den Hopfenmarkt geplant. Anfänglich kam der Bau gut voran, aber aufgrund von Hemmnissen wurde er schließlich in vier Phasen fertiggestellt.

### Bauzeit (1480–1664)
Der Name des Baumeisters, nach dessen Plänen die ersten Arbeiten ausgeführt wurden, ist nicht mehr mit Sicherheit bekannt. Sicher ist, dass der erste erwähnte Baumeister Jan van der Wouwe war, der mit den Kapellen hinter dem Chor begann. Ihm folgte Herman I. de Waghemakere (der Ältere), der dort zwischen 1489 und etwa 1500 wirkte und die Kirche im Stil der Brabanter Gotik weiter ausbaute. Der renommierte Architekt arbeitete unter anderem auch an der St.-Jakobs-Kirche in Antwerpen.
Im Jahr 1485 brach die Pest aus, was offensichtlich die Bautätigkeit hemmte.
Die zweite Phase wurde ab 1527 unter der Leitung des Baumeisters Laurens II Keldermans durchgeführt, der sich auf den südlichen Teil des Querschiffs konzentrierte. Im 16. Jahrhundert, um 1570, wurden die Arbeiten aufgrund der religiösen Unruhen, darunter der Bildersturm, sowie des niederländischen Aufstandes unterbrochen. Nach dieser Misere begann 1595 die dritte Phase, in der die Schäden behoben und die im Bau befindlichen Teile (vor allem das Nordquerhaus) fertiggestellt wurden, sobald die Mittel zur Verfügung standen. Diese Phase sollte über fünfzig Jahre dauern.
Die letzte Bauphase (1650 bis 1664) stand unter der Leitung von Gheeraert Spillebout und Gillis Negheleput, die die Kirche mit einer Mauer aus Backstein nach Westen abschlossen.
Die 1480 begonnenen Arbeiten hatten schließlich 180 Jahre gedauert, doch wegen Geldmangels wuchs die Kirche nie zu den erhofften Dimensionen. Im Jahr 1655 entwarf Tobias Oosterlinck Pläne für einen gotischen Turm an der Seite des Grote Markts. Dieser wäre höher gewesen als jeder andere Kathedralturm in Belgien; die Pläne wurden jedoch nie ausgeführt.

### 19. Jahrhundert
Der berühmte Priester aus Aalst, Adolf Daens (* 18. Dezember 1839, † 14. Juni 1907) machte in dieser Kirche seine Erstkommunion und feierte hier seine erste Messe nach seiner Priesterweihe. Am Ende seines Lebens betete er dort jeden Tag den Kreuzweg und nach seinem Tod wurde hier seine Trauerfeier gelesen, allerdings ohne Hymnen.

### 20. Jahrhundert
Die beiden Weltkriege haben der Martinskirche wenig geschadet, der Brand vom 29. März 1947 dafür umso mehr. An diesem Tag, am Nachmittag, griff das Feuer auf das Dach über. Wahrscheinlich schwelte das Feuer schon lange, bevor es bemerkt wurde. Dies verursachte Zerstörungen, die umfangreiche Reparaturarbeiten erforderten.
In der Vergangenheit enthielt die Kirche viele Meisterwerke, die jedoch während der spanischen, französischen und holländischen Herrschaft geplündert wurden. Dennoch gelang es den Aalstern, das Werk St. Rochus und die Pestkranken von Peter Paul Rubens zu retten, nachdem es von den Franzosen zurückgegeben worden war. Während des Ersten Weltkrieges wurde das Rubens-Gemälde durch entsprechendes Handeln von Franz Callebaut, dem damaligen Vorsitzenden des Aalster Kunstrings, vor der Zerstörung oder Beraubung bewahrt. Auch während des Kirchenbrandes retteten einige Aalster Bürger dieses Werk aus dem brennenden Gebäude.

### 21. Jahrhundert
Die St. Martinskirche wird von 2003 bis 2027 in zehn Bauabschnitten restauriert, finanziert von der flämischen Regierung und dem Stadtrat von Aalst.
Im Jahr 2019 wurde eine barocke Skulpturengruppe des Heiligen Martin, die seit 1901 aus der Kirche entfernt worden war, wieder aufgestellt. Die Gruppe zeigt den römischen Offizier Martinus zu Pferd, wie er mit seinem Schwert seinen Mantel entzwei schneidet, um ihn zwei armselig gekleideten Bettlern zu geben. Die Gruppe aus weiß gestrichenem Lindenholz wurde von Erasmus Quellinus II. entworfen und von dem Kunsttischler Peter du Can und dem Bildhauer Jean Baptiste de Vree ausgeführt.

## Beschreibung

### Schiff
Die Kirche ist als kreuzförmige Basilika mit Querhaus, Umgang und Kapellenkranz im Stil der späten Brabanter Gotik erbaut. Sie besteht aus einem dreischiffigen, dreijochigen Langhaus, einem zweischiffigen Querschiff, was selten vorkommt, und einem Chor mit einem Umgang. Sowohl am Umgang als auch an den Seitenschiffen wurden Kapellen errichtet.
An einigen der Gewölbe sind noch Gewölbemalereien zu sehen.

### Chor
Bei einem Rundgang durch die Kirche fällt das wertvolle Sakramentshaus auf, das 1604 von Jeroom Duquesnoy dem Älteren (aus Brüssel) erbaut wurde.
Der Hochaltar, der noch aus der Zeit vor den Reformen des Zweiten Vatikanischen Konzils stammt, weist eine wertvolle Ausstattung auf, insbesondere das Antependium der Anbetung der Heiligen Drei Könige, das 1777 von F.J. Janssens geschaffen wurde.

### Kapellen
Bemerkenswert ist die Kapelle des Heiligen Aloisius von Gonzaga, die einen Altar aus Eichenholz enthält, der 1773 von Marten Mattelet (aus Namur) gebaut wurde. Diese Kapelle ist mit einem Gemälde von 1856 des Aalster Malers Jozef Meganck (1807–1891) geschmückt, der auch den Kreuzweg malte. Der Seitenaltar von St. Antonius (Abt) ist mit einem hölzernen Retabel ausgestattet, das von Robert Van Caelenbergh (Aalst) geschaffen wurde (1911). Die Beichtstühle wurden zwischen 1739 und 1775 gebaut. Damals (vor 1782) war es üblich, dass die Menschen in der Kirche beigesetzt wurden.
Die Kapelle Unserer Lieben Frau der sieben Schmerzen war die Begräbnisstätte der Familie De Ruddere. Ein schmiedeeisernes Gitter, das mit dem Familienwappen verziert ist, markiert die Grenzen dieser Kapelle.
In der St.-Josephs-Kapelle ist das eindrucksvolle Grabdenkmal des Ritters Gheraerdt du Bosch († 18. Juli 1561) und seiner Frau Isabeau Lotin († 31. Januar 1573) zu sehen. 1532 war Gheraerdt du Bosch Obervogt des Land van Aelst und wohnte im Schloss von Overhamme. Am Fuße des Grabes ist zu lesen: „Hier liegt begraben Mer Gheraerdt du Bosch, Ritter, der am achten Tag des Juli im Jahre 1508 starb, und die Witwe Isabeau Lotin, seine Frau, die am 31. Januar 1573 starb“.
Ein weiteres bemerkenswertes Grabmal befindet sich in einer Kapelle des Chorumganges. Es handelt sich um den Grabstein des bekannten Aalsteins Dierick Martens († 28. Mai 1534). In vergoldeten Lettern ist auf seinem Grabstein zu lesen: „Hier liegt begraben Dierick Martens, der erste Drucker Deutschlands und der Niederlande, gestorben am 18. Mai“.
Dieser Grabstein befand sich ursprünglich in der Kirche der Wilhelmiten (auch: Sterheren) in Aalst und wurde später (1774) aufgestellt. Der Orden der Wilhelmiter wurde 1784 aufgehoben. Daraufhin wurde der Grabstein in die Martinskirche übertragen.
In derselben Kapelle, auf einem zweiten Gedenkstein (anno 1774), liest man einen Dierick Martens gewidmeten Text (…Theodorico Martino Alostano…), der in lateinischer Sprache verfasst ist und die Aufrichtung des Grabsteins erklärt. In Anlehnung an die Abkürzung S.P.Q.R. ist S.P.Q.A. zu lesen.
Dierick Martens führte 1473 in Aalst die Kunst des Buchdrucks „mit beweglichen Lettern“ ein. Seine Statue (ein Werk von Jean Geefs), die am 6. Juli 1856 aufgestellt wurde, befindet sich auf dem Grote Markt in Aalst, unweit von der St.-Martins-Kirche entfernt.

### Vierung
Die Vierung wird von der holzgeschnitzten Kanzel dominiert, die zwischen 1806 und 1810 von Willem van Biscom aus Aalst gebaut wurde.
Viele Glasmalereien schmücken die Kirche, vor allem die Seitenkapellen. Die bemerkenswertesten sind:
- Die Verehrung der Muttergottes der Weintrauben (anno 1929) im nördlichen Querschiff;
- Das Leben des Hl. Martin (1912) (von Joseph Casier) im südlichen Querschiff;
- Heilige Witgerus, Josephus, Bavo, Amalberga, Raineldis, Emebertus, Gudula und Pharaïldis.

### Querschiff
Besonders kostbar sind die folgenden Bilder:
- Die Bekehrung des Heiligen Hubertus, seinerzeit Jan Boekhorst (1604–1668) zugeschrieben;
- Der heilige Simon Stock, Patron der Karmeliten, empfängt das Skapulier aus den Händen der Muttergottes (um 1650) von Gaspar De Crayer (* 1582 oder 1585, † 1669);
- Der von Christus zum Schutzpatron der Pestopfer ernannte Heilige Rochus von Peter Paul Rubens (1577–1640);[3]
- Sankt Martin erweckt einen Toten zum Leben von Godfried Maes (1649–1700).

Beide Querschiffarme sind mit einer Kanzel ausgestattet, deren Schreinerarbeiten von J. B. Eyckerman und die Skulptur von Jan-Baptiste de Coene (1783) ausgeführt wurden. Die Vertäfelung dieses Orts wurde mit gemalten Szenen verziert:
- für das südliche Querschiff, zwischen 1780 und 1785, von Jan de Landtsheer (Baasrode);
- für das nördliche Querschiff, von Jan de Landtsheer, P. De Gernier (Geraardsbergen) (1785) und J. Du Tilleux (1792).

Im nördlichen Querschiff befindet sich eine Skulptur, die den Heiligen Martin darstellt, der seinen Mantel einem bedürftigen Bettler schenkt. Die Statue wurde 1950 von F. Lemaître aus Holz geschnitzt.

### Empore
Die Empore aus dem Jahr 1758 ist, was die Schreinerarbeiten betrifft, das Werk von J.B. Kieckens aus Aalst. Die Pläne wurden von Bruder Alipius (einem Augustinermönch aus Brüssel) gezeichnet, und die Holzschnitzerei wurde von Marten Mattelet (Namur) ausgeführt. In den Jahren 1758 errichtete der Orgelbauer Pieter van Peteghem de Oude eine neue Orgel auf der Empore, nach den Plänen von E.H. Raick (Antwerpen) und Boutmy (Gent). Das Instrument wurde mehrfach erweitert, so  1912 von Jozef Stevens, Orgelbauer aus Duffel, und 1949. Die Orgel hat 50 Register auf vier Manualwerken und Pedal auf Kegelladen mit elektropneumatischer Traktur.
Die Disposition lautet:
| Hauptwerk C–c4 |     |
| Bourdon        | 16′ |
| Principaal     | 8′  |
| Gamba          | 8′  |
| Fluit          | 8′  |
| Prestant       | 4′  |
| Fluit          | 4′  |
| Hoog Octaaf    | 2′  |
| Cornet V       |     |
| Vulwerk IV     |     |
| Bombarde       | 16′ |
| Trompet        | 8′  |
| Klaroen        | 4′  |

| Unterwerk C–c4 |       |
| Holpijp        | 8′    |
| Wilgenpijp     | 8′    |
| Roergedekt     | 4′    |
| Woudfluit      | 2′    |
| Larigot        | 1 ⁄3′ |
| Fijfertje      | 1′    |
| Kromhoorn      | 8′    |

| Schwell-Positiv C–c4 |        |
| Diapason             | 8′     |
| Bourdon              | 8′     |
| Zwegel               | 4′     |
| Kwint                | 2 ⁄3′  |
| Terts                | 1 3⁄5′ |
| Mixtuur III          |        |
| Trompet              | 8′     |
| Clarinet             | 8′     |

| Schwellwerk C–c5   |       |
| Bourdon            | 16′   |
| Dwarsfluit         | 8′    |
| Gedekt             | 8′    |
| Dulciaan           | 8′    |
| Zweving            | 8′    |
| Zingend Principaal | 4′    |
| Blokfluit          | 4′    |
| Nasard             | 2 ⁄3′ |
| Spitsfluit         | 2′    |
| Sesquialter II     |       |
| Cymbel III         |       |
| Dulciaan           | 16′   |
| Trompet            | 8′    |
| Schalmei           | 4′    |

| Pedal C–g1    |         |
| Principaalbas | 16′     |
| Subbas        | 16′     |
| Echobas       | 16′     |
| Kwintbas      | 10 2⁄3′ |
| Octaafbas     | 8′      |
| Koraalbas     | 4′      |
| Hoog Octaaf   | 2′      |
| Bazuin        | 16′     |
| Trompet       | 8′      |

Nebenregister und Spielhilfen:
- Tremolo
- 2 freie Kombinationen
- Feste Kombinationen
- Teilbare Kombinationen
- Automatisches Pedal (frei registrierbar).